# Oh! Calcutta! (Revue)
Oh! Calcutta! war ein Musical mit zahlreichen erotischen Inhalten, das von dem britischen Theaterkritiker Kenneth Tynan geschrieben wurde und 1969 als Off-Broadway-Stück herauskam.
In den meisten Szenen der Revue – unter anderem verfasst von Samuel Beckett (Breath), John Lennon und Jules Feiffer – trat das Ensemble (darunter Bill Macy) nackt auf. Peter Schickele – auch bekannt als PDQ Bach – war einer der drei Komponisten der Revue.
Eine Broadway-Version (1976) wurde über 13 Jahre aufgeführt und war damit für eine kurze Zeit das am längsten laufende Stück am Broadway. Der Titel ist eine Paronomasie auf „O quel cul t'as“ und steht französisch für „Was für einen Hintern du hast“.